# Trichogramma alpha
Trichogramma alpha är en stekelart som beskrevs av Pinto 1999. Trichogramma alpha ingår i släktet Trichogramma och familjen hårstrimsteklar. Inga underarter finns listade i Catalogue of Life.